# Santuario de la Virgen de las Nieves
El santuario de la Virgen de las Nieves es una ermita ubicada en el municipio español de Dílar, Granada, a 2700 metros sobre el nivel del mar, en Sierra Nevada, construida a finales del siglo XVIII. Es, de los varios santuarios y ermitas construidos en dicha sierra en honor de la Virgen de las Nieves, el único que se conserva.

## Historia
Diversos textos, relatan la historia del sacerdote Martín de Mérida, beneficiado del alpujarreño pueblo de Válor, que junto a su asistente Martín Soto, estando precisamente el 5 de agosto de 1717 de travesía por Sierra Nevada camino hacia Granada y cuando coronaban el puerto de la Carihuela, también conocido como Collado del Veleta por su proximidad al Pico de este nombre (el segundo más alto de este macizo y tercero de la península ibérica), estando a unos 3.200 metros de altitud se encontraron perdidos en medio de una tormenta de nieve que súbitamente les sorprendió. Tras ponerse los dos a rezar fervorosamente como último remedio para el peligro que corrían, a ambos se les apareció la Virgen de las Nieves con su Hijo en brazos, calmando los elementos e indicándoles el camino a seguir y salvándolos así de una muerte segura. A partir de entonces, a los tajos próximos a ese lugar se les conoce como Tajos de la Virgen. Al pie de éstos, cerca de los Lagunillos de la Virgen, el clérigo alzó al año siguiente, agradecido, una ermita, que pronto acabó destruida por la climatología adversa. En el año 1724 se sustituyó esta primera ermita por otra, situada algo más abajo, en los Prados del Borreguil, también llamados de la Ermita, a unos 2.700 m s. n. m., en las inmediaciones de donde actualmente se ubican las estaciones inferiores de los telesillas Dílar y Laguna, de la estación de esquí; pero tampoco ésta resistió el ataque de los hielos, emplazándose en 1745 una tercera ermita a menor altitud (1380 m, en el Picón del Savial) conocida como Ermita Vieja (la cual hoy, reconstruida, alberga un Aula de la Naturaleza del parque natural de Sierra Nevada) y posteriormente, como ésta quedaba todavía muy alejada de la localidad de Dílar, a cuyo término pertenecen todos los lugares aludidos, en 1796 Mateo Benítez, beneficiado de esta población, ante el auge del fervor popular, encargó al maestro de obras Manuel Garnica la construcción del actual Santuario dedicado a esta advocación mariana, siendo Juan de Toro el artífice del camarín en 1855. Desde aquel milagroso suceso, la Virgen de las Nieves fue tenida por patrona de Sierra Nevada.
Esta tradición se ha mantenido viva hasta la actualidad, siendo muy populares las misas y romerías montañeras que cada año, conmemorando esa fecha, se suelen realizar por distintas cumbres de Sierra Nevada (Mulhacén, Veleta...). Y desde el otoño de 1968, un monumento construido por sufragio popular consistente en un altar hecho con piedras del lugar seguido de arco apuntado de 9 metros, del mismo material, y coronado con una imagen de la Virgen con el Niño, de 3 metros de altura, obra vaciada en aluminio del escultor Francisco López Burgos, preside sobre la Estación de Esquí y Montaña de esta sierra. La imagen había sido bendecida el 30 de enero de 1966 por el arzobispo de Granada Rafael García y García de Castro en el Albergue Universitario, próximo al lugar en que quedó emplazada. Pero previamente, al celebrarse esta festividad en el año 1961, un boceto de esta misma talla de la Virgen de las Nieves, elaborado en piedra artificial a costa del industrial Nicolás García Oliveros, presidió por vez primera la misa celebrada en la cumbre del Veleta, lugar donde había quedado entronizado este boceto el 4 de diciembre de 1960 por grupos de montañeros granadinos, aunque tampoco soportó durante mucho más tiempo las inclemencias meteorológicas propias de tan elevada altitud (3.394 m s. n. m.).